# Filips Willem van de Palts
Filips Willem van de Palts (Neuburg an der Donau, 24 november 1615 – Wenen, 12 september 1690) was van 1653 tot aan zijn dood vorst van Palts-Neuburg en hertog van Gulik-Berg en van 1685 tot aan zijn dood keurvorst van de Palts. Hij behoorde tot het huis Palts-Neuburg.

## Levensloop
Filips Willem was de zoon van vorst Wolfgang Willem van Palts-Neuburg en diens eerste echtgenote Magdalena van Beieren, dochter van hertog Willem V van Beieren. Hij kreeg een jezuïtische opleiding.
In 1643 kreeg hij van zijn vader de regering over het graafschap Nieuwenaar en de ambten Sinzig en Remagen toegewezen. Na het overlijden van zijn vader in 1653 erfde hij de regering in het vorstendom Palts-Neuburg en het hertogdom Gulik-Berg. Zijn eerste regeringsjaren werden geprangd door de gevolgen van de Gulik-Kleefse Successieoorlog, waarbij keurvorst Frederik Willem van Brandenburg Gulik-Berg claimde. Filips Willem wilde een vredevolle oplossing, maar verwachtte continu een militaire inval van Brandenburg. In 1666 werd met het Verdrag van Kleef een definitief erfvergelijk gesloten. In 1658 was hij de Franse tegenkandidaat bij de verkiezing van keizer Leopold I en in 1660 was hij kandidaat bij de Poolse koningsverkiezing. 
Na het overlijden van keurvorst Karel II van de Palts en het uitsterven van de mannelijke linie van het huis Palts-Simmern, erfde de bijna zeventigjarige Filips Willem in 1685 de Palts. Hierdoor kwam daar het katholieke huis Palts-Neuburg aan de macht. De religieuze wissel zorgde voor heel wat problemen in de calvinistische Palts. Hoewel Filips Willem en Karel II een compromis gesloten hadden, bleven de calvinisten wantrouwig tegenover de nieuwe regering. Filips Willem streefde een gelijkstelling na tussen alle godsdiensten in de Palts. Dit werd door de protestanten slecht onthaald, omdat de katholieken hierdoor gelijkberechtigd werden. De escalatie van de kerkstrijd zou Filips Willem niet meer meemaken. 
In oktober 1687 benoemde hij zijn oudste zoon Johan Willem tot stadhouder in Heidelberg. De onbeantwoorde vragen rond de nalatenschap van de overleden keurvorst Karel II leidde echter al snel tot spanningen met Frankrijk. De Franse koning Lodewijk XIV liet in naam van Elisabeth Charlotte van de Palts, de echtgenote van diens broer Filips van Orléans en de zus van Karel II, zijn aanspraken gelden op de Palts. Onderhandelingen bleven onsuccesvol, de strijd verscherpte en Filips Willem trok zich verbitterd terug in Neuburg. In de herfst van 1688 vielen Franse troepen de Palts binnen, wat het begin van de Negenjarige Oorlog betekende, en werd onder meer Heidelberg door hen bezet. Het jaar nadien begonnen ze aan de systematische verwoesting van het land.  
In het voorjaar van 1690 reisde Filips Willem naar Wenen om de kroning bij te wonen van zijn kleinzoon Jozef tot Rooms-Duits koning. Het was daar dat hij in september 1690 op 74-jarige leeftijd overleed.

## Huwelijken en nakomelingen
Op 9 juni 1642 huwde Filips Willem met Anna van Polen (1619-1651). Tijdens het huwelijk beviel Anna in 1645 van een doodgeboren zoon.
Op 3 september 1653 huwde hij met zijn tweede echtgenote Elisabeth Amalia van Hessen-Darmstadt (1635-1709). Ze kregen zeventien kinderen:
- Eleonora (1655-1720), huwde in 1676 met keizer Leopold I van het Heilige Roomse Rijk
- Maria Adelheid Anna (1656-1656)
- Sophia Elisabeth (1657-1658)
- Johan Willem (1658-1716), keurvorst van de Palts
- Wolfgang George Frederik Frans (1659-1683), wijbisschop van Keulen
- Lodewijk Antoon (1660-1694), bisschop van Worms en grootmeester van de Duitse Orde
- Karel III Filips (1661-1742), keurvorst van de Palts
- Alexander Sigismund (1663-1737), prins-bisschop van Augsburg
- Frans Lodewijk (1664-1732), aartsbisschop van Trier en Mainz
- Frederik Willem (1665-1689), kanunnik van Münster
- Maria Sophia (1666-1699), huwde in 1687 met koning Peter II van Portugal
- Maria Anna (1667-1740), huwde in 1690 met koning Karel II van Spanje
- Filips Willem August (1668-1693), huwde in 1690 met Anna Maria Francisca van Saksen-Lauenburg
- Dorothea Sophia (1670-1748), huwde eerst in 1690 Odoardo Farnese, erfprins van Parma en Piacenza, en daarna in 1696 met Francesco Farnese, hertog van Parma en Piacenza
- Hedwig Elisabeth (1673-1722), huwde in 1691 met kroonprins Jacobus Lodewijk Sobieski van Polen
- Johan (1675-1675)
- Leopoldina Eleonora (1679-1693), in 1693 verloofd met keurvorst Maximiliaan II Emanuel van Beieren.

## Voorouders
| Overgrootouders | Wolfgang van Palts-Zweibrücken (1526-1569) ∞ Anna van Hessen (14529-1591)         | Wolfgang van Palts-Zweibrücken (1526-1569) ∞ Anna van Hessen (14529-1591)         | Willem V van Kleef (1516-1592) ∞ Maria van Oostenrijk (1531-1581)                 | Willem V van Kleef (1516-1592) ∞ Maria van Oostenrijk (1531-1581)                 | Albrecht V van Beieren (1528-1579) ∞ Anna van Oostenrijk (1528-1590)              | Albrecht V van Beieren (1528-1579) ∞ Anna van Oostenrijk (1528-1590)              | Frans I van Lotharingen (1517-1545) ∞ 1521 Christina van Denemarken (1521-1590)   | Frans I van Lotharingen (1517-1545) ∞ 1521 Christina van Denemarken (1521-1590)   | Frans I van Lotharingen (1517-1545) ∞ 1521 Christina van Denemarken (1521-1590) | Frans I van Lotharingen (1517-1545) ∞ 1521 Christina van Denemarken (1521-1590) |
| Grootouders     | Filips Lodewijk van Palts-Neuburg (1547-1614) ∞ 1451 Anna van Kleef (1552-1632)   | Filips Lodewijk van Palts-Neuburg (1547-1614) ∞ 1451 Anna van Kleef (1552-1632)   | Filips Lodewijk van Palts-Neuburg (1547-1614) ∞ 1451 Anna van Kleef (1552-1632)   | Filips Lodewijk van Palts-Neuburg (1547-1614) ∞ 1451 Anna van Kleef (1552-1632)   | Willem V van Beieren (1548-1626) ∞ Renata van Lotharingen (1544-15602)            | Willem V van Beieren (1548-1626) ∞ Renata van Lotharingen (1544-15602)            | Willem V van Beieren (1548-1626) ∞ Renata van Lotharingen (1544-15602)            | Willem V van Beieren (1548-1626) ∞ Renata van Lotharingen (1544-15602)            |                                                                                 |                                                                                 |
| Ouders          | Wolfgang Willem van Palts-Neuburg (1578-1653) ∞ Magdalena van Beieren (1587-1628) | Wolfgang Willem van Palts-Neuburg (1578-1653) ∞ Magdalena van Beieren (1587-1628) | Wolfgang Willem van Palts-Neuburg (1578-1653) ∞ Magdalena van Beieren (1587-1628) | Wolfgang Willem van Palts-Neuburg (1578-1653) ∞ Magdalena van Beieren (1587-1628) | Wolfgang Willem van Palts-Neuburg (1578-1653) ∞ Magdalena van Beieren (1587-1628) | Wolfgang Willem van Palts-Neuburg (1578-1653) ∞ Magdalena van Beieren (1587-1628) | Wolfgang Willem van Palts-Neuburg (1578-1653) ∞ Magdalena van Beieren (1587-1628) | Wolfgang Willem van Palts-Neuburg (1578-1653) ∞ Magdalena van Beieren (1587-1628) |                                                                                 |                                                                                 |